# Thomas de Kent
Thomas de Kent, de vegades citat com a Eustaqui de Kent, fou un clergue i poeta anglonormand del segle xii.
Fou autor d'una novel·la titulada Roman de toute chevalerie (novel·la de tota cavalleria) que renova el model llatí original del Roman d'Alexandre associant erotisme cortès i història dinàstica.

## Obra
- Le roman d'Alexandre ou Le roman de toute chevalerie, Trad., presentació i notes de Catherine Gaullier-Bougassas i Laurence Harf-Lancner, París, Champion, 2003 ISBN 2745305190